# RMS Caledonia
RMS Caledonia byl parník třídy Britannia vybudovaný roku 1840 v loděnicích John Wood & Co. Sloužil na poštovní lince společnosti Liverpool-Halifax. V roce 1850 byl prodán španělskému námořnictvu a nahrazen novějšími loděmi třídy America.